# Pic de la Portelleta
Le pic de la Portelleta (nom donné en Andorre) ou Tossa Plana de Lles (nom donné en Cerdagne) est un sommet d'Andorre, situé dans la paroisse d'Escaldes-Engordany culminant à une altitude de 2 904 ou 2 906 mètres.

## Toponymie

### Toponyme andorran
Pic a le même sens en catalan qu'en français et désigne un sommet pointu par opposition aux tossa et bony fréquemment retrouvés dans la toponymie andorrane et qui correspondent à des sommets plus « arrondis ».
Portella est un dérivé de port qui désigne dans les Pyrénées françaises comme catalanes un passage entre deux montagnes,,. Ce terme provient lui-même du latin portus, qui a le sens de « passage » ou d'« ouverture »,.

### Toponyme cerdan
Tossa désigne un sommet « arrondi » et plana s'applique à un terrain peu pentu. Depuis la Cerdagne, la Tossa Plana de Lles apparaît effectivement comme un sommet très aplati. Lles est une municipalité de Cerdagne dont le toponyme est d'origine pré-romane, bâti sur une racine signifiant « précipice » se retrouvant dans les termes basques actuels leze et leta de même sens.

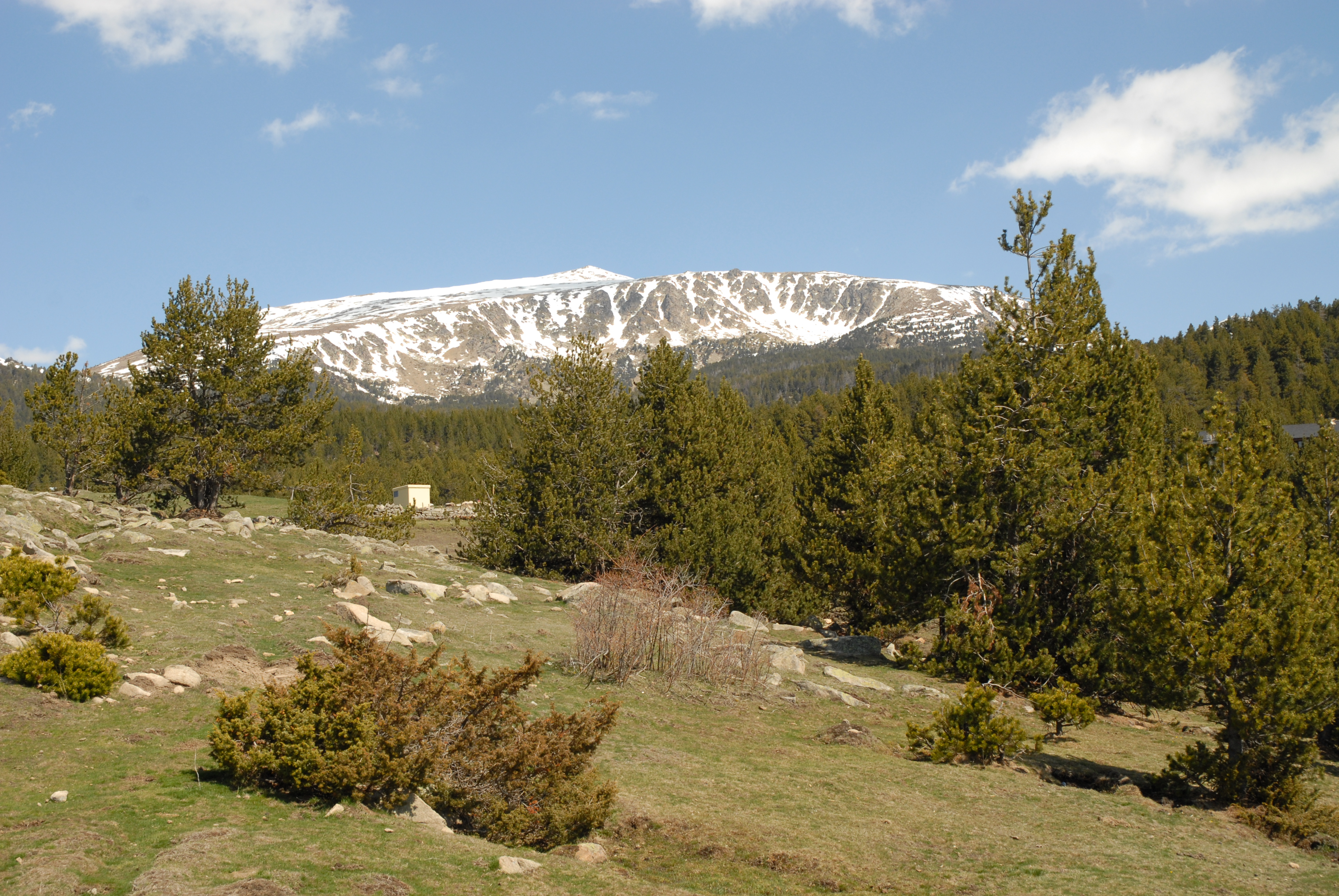
Vue du sommet depuis la Cerdagne.
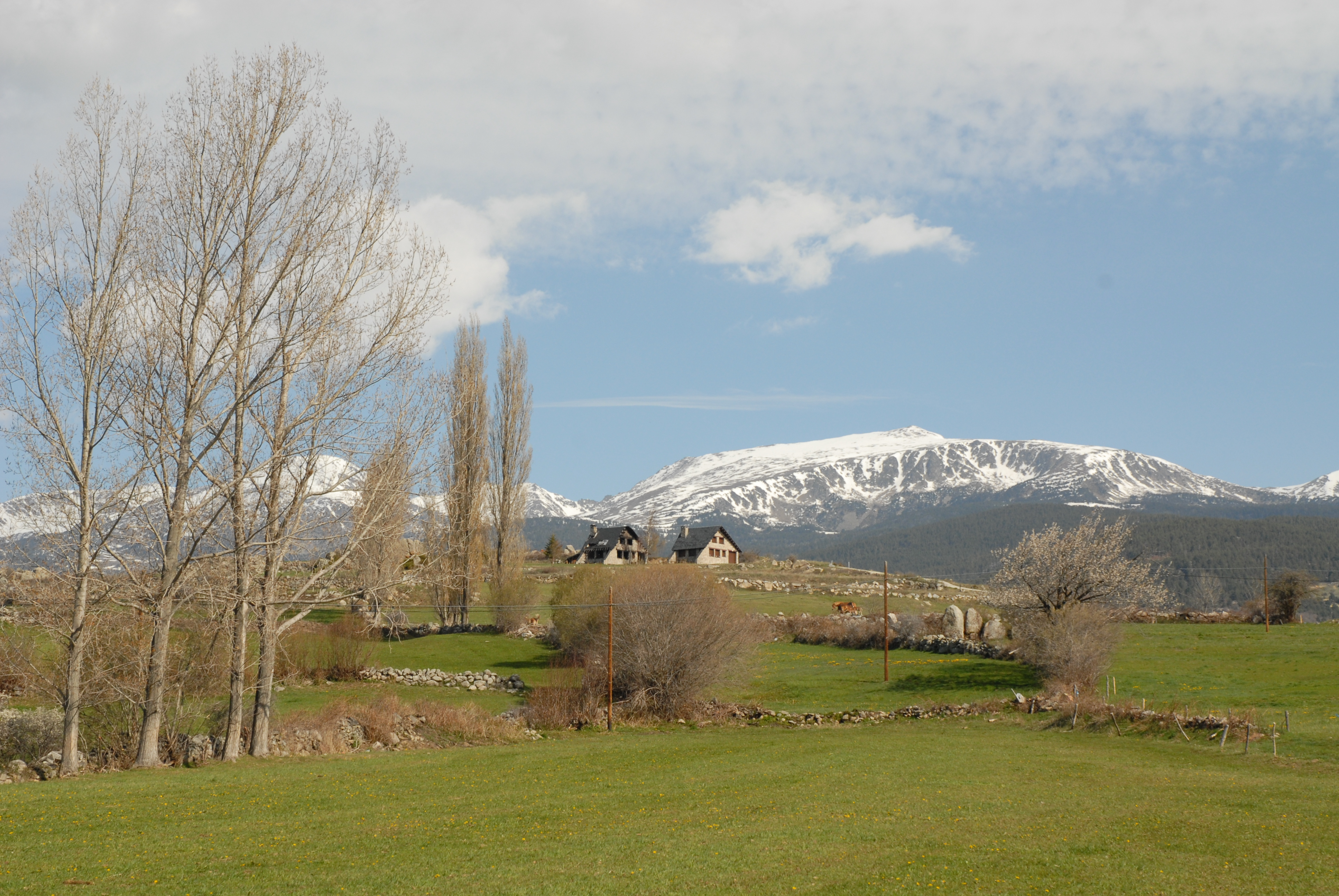
Vue élargie.

## Géographie

### Topographie

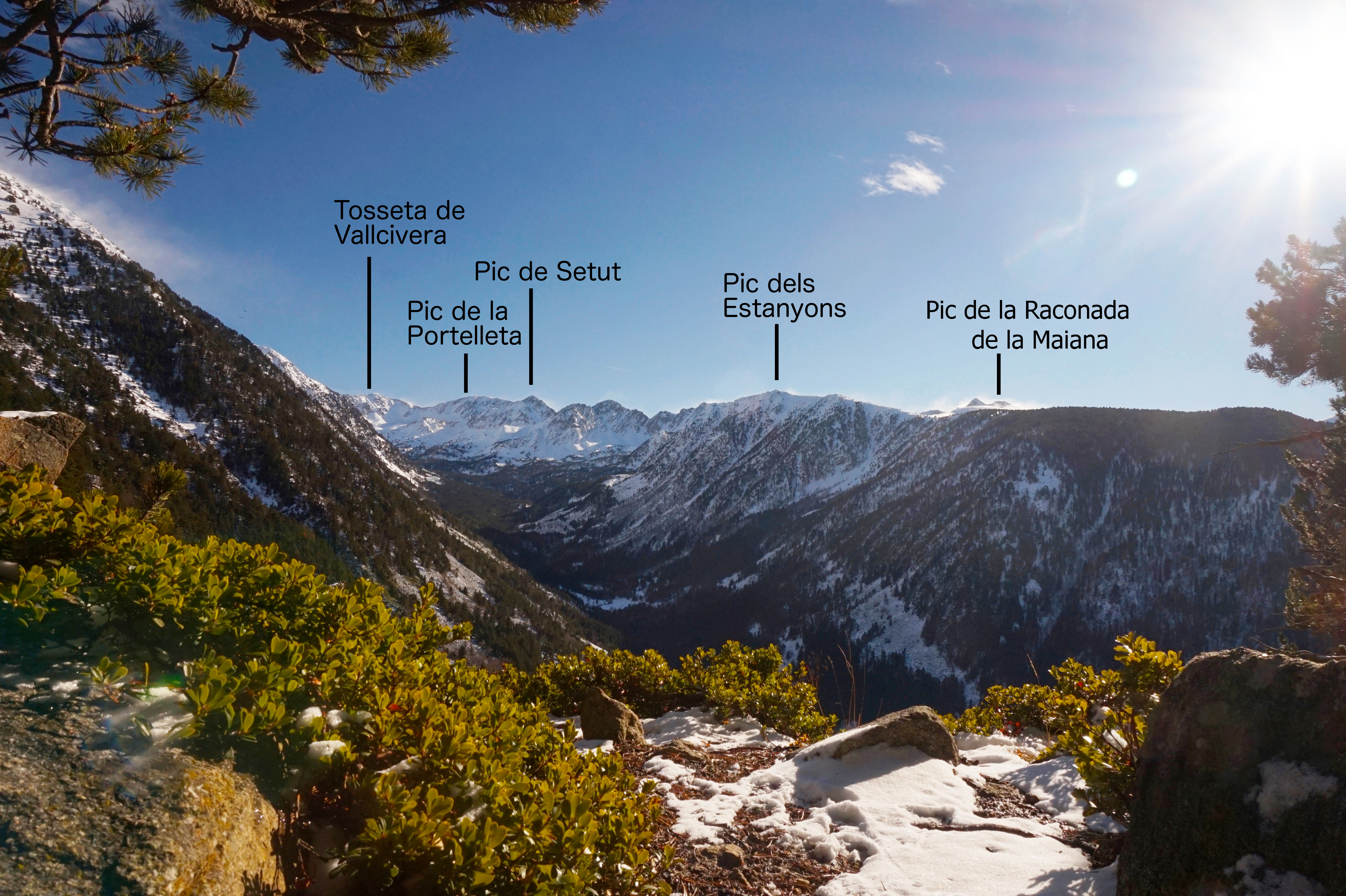
Le pic de la Portelleta s'élevant au-dessus de la vallée du Madriu.

Culminant entre 2 904 et 2 906 m d'altitude, le pic de la Portelleta est l'un des sept sommets andorrans à s'élever au-delà des 2 900 m. Sa hauteur de culminance est de 654 m, ce qui en fait le sommet le plus proéminent du pays.
Le pic se trouve sur la frontière hispano-andorrane entre le pic de Setut (2 868 m) et la Tosseta de Vallcivera (2 848 m). Côté andorran, il domine la vallée glaciaire du Madriu. Il surplombe côté espagnol l'estany Gran de Setut au sud-ouest et les estanys de la Muga au sud-est.

### Géologie

Le pic de la Portelleta sur la carte géologique de l'Andorre. Le batholite mentionné apparaît en rouge dans le Sud-Est du pays.

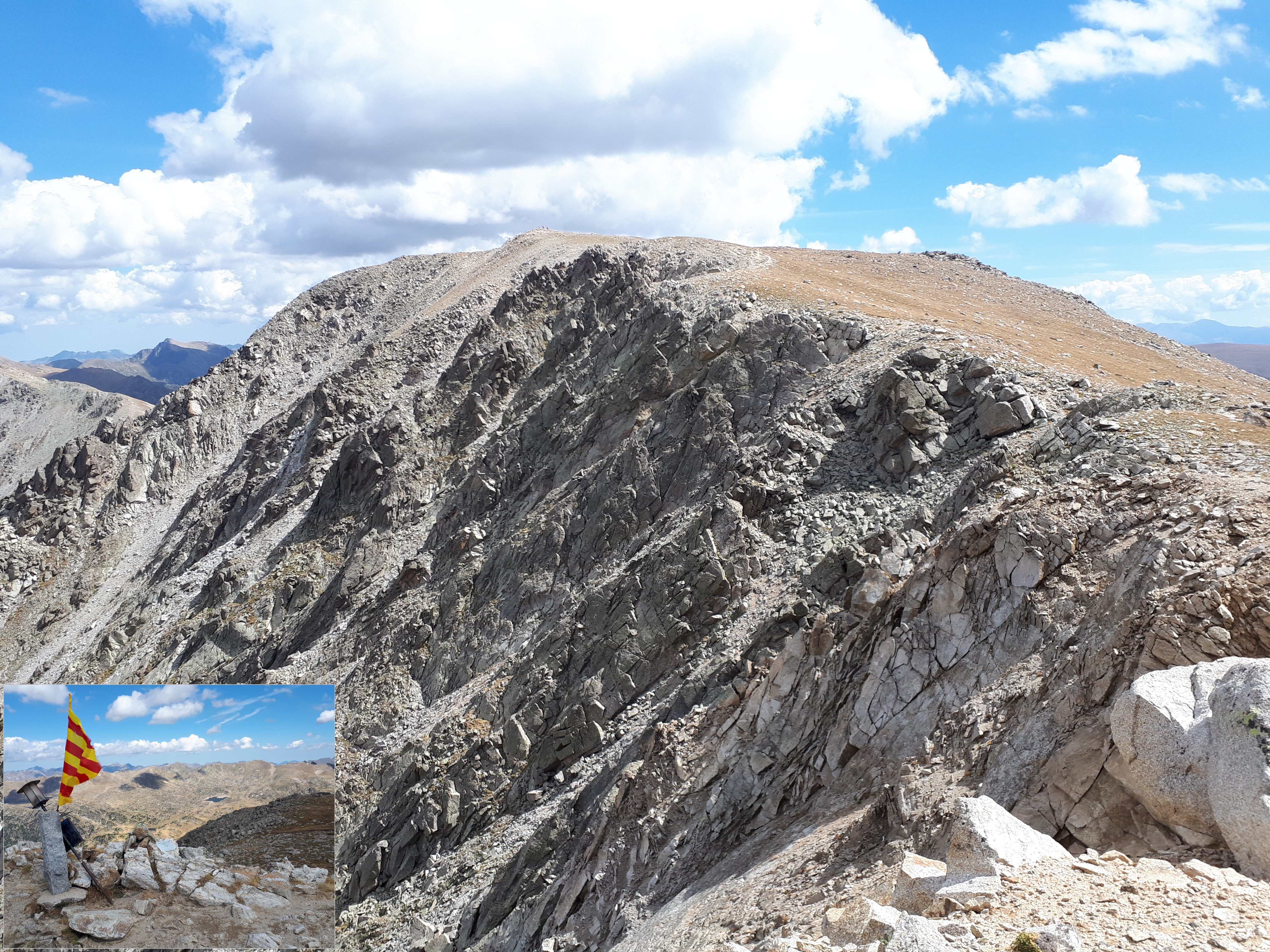
Pic de la Portelleta, vu de l'ouest. Falaises de granodiorite au premier plan. Le sommet lui-même repose sur un filon de quartz (en médaillon).

Le pic de la Portelleta, comme l'ensemble de la principauté d'Andorre, est situé sur la chaîne axiale primaire des Pyrénées. Comme tout le Sud-Est andorran, il se trouve sur le batholite de Mont-Louis-Andorre, une vaste structure de roches plutoniques, dont la granodiorite est le constituant essentiel, couvrant une surface de plus de 600 km2 et s'étendant jusqu'en Espagne,. 
Les méthodes de datation, en particulier la datation par l'uranium-plomb dans les skarns adjacents au batholite, avancent une formation des roches constitutives il y a environ 300 à 305 millions d'années (à la fin du Carbonifère),. La formation de ces roches est donc contemporaine de celle des autres plutons pyrénéens et s'inscrit dans le cadre des phénomènes plutoniques et volcaniques qui se sont déroulés lors de la phase tardi-hercynienne de l'orogenèse varisque,.

## Voies d'accès
Le sommet est accessible depuis le Refugi de Cap de Rec. Du sommet du pic il est possible par temps clair d'apercevoir le massif de la Maladeta ainsi que le Conflent et le Canigou.